# Boys on the Side
Boys on the Side (Brasil: Somente Elas / Portugal: Homens à Parte) é um filme de comédia dramática norte-americano dirigido por Herbert Ross. Lançado em 1995, foi protagonizado por Whoopi Goldberg, Drew Barrymore e Mary-Louise Parker como três amigas em uma viagem cross-country. O roteiro foi escrito por Don Roos.

## Sinopse
Três mulheres únicas embarcam em uma viagem de cross country: Jane, uma cantora lésbica, em busca de uma nova vida depois de romper com sua namorada e ser demitida; Holly, uma garota grávida que só quer escapar de seu namorado brutal; e Robin, uma agente imobiliária tensa que tem seus próprios segredos (ou seja, infectados pelo HIV).
Robin coloca um anúncio no jornal que está procurando um companheiro de viagem para acompanhá-la em uma viagem de cross country para a Califórnia. Jane responde o anúncio e concorda em se juntar a Robin depois que seu carro é rebocado durante a reunião. Jane e Robin saem de Nova York e viajam por Pittsburgh para levar o amigo de Jane, Holly, para almoçar. Eles tropeçam em uma briga entre Holly e seu namorado abusivo, Nick, com algumas drogas desaparecidas.
Eles deixaram-no lá encostado a uma cadeira com uma fita depois que Holly o atingiu na cabeça com um bastão para impedir que ele atacasse Jane. Mais tarde, ele se liberta da cadeira, tropeça no chão, cai e bate sua cabeça no morcego e morre. Os três viajantes improváveis, então, formam uma amizade especial na jornada que os vê em tempos trágicos.
Depois de descobrir que Nick está morto e que Holly está grávida, as três mulheres decidem continuar em todo o país e acabar em Tucson, Arizona, quando Robin deve ser hospitalizado. Eles decidem ficar em Tucson, esperando começar uma nova vida. No entanto, Jane tem uma paixão secreta por Robin, Holly apaixona-se e finalmente confessa a um policial local chamado Abe Lincoln (Matthew McConaughey), e Robin encontra a coragem de encarar sua morte iminente.
Pouco depois de Jane e Robin terem caído sobre Jane dizendo a um barman amigável (James Remar) que estava interessado em Robin que ela tem HIV, Holly é presa por Abe. Ela é levada de volta a Pittsburgh para enfrentar as conseqüências de suas ações. O retorno a Pittsburgh envolve Robin e Jane fazendo paz um com o outro na "Bridge of Sighs" do tribunal, enquanto a polícia de Pittsburgh processa Holly.
Passam alguns meses, em Tucson, Holly é livre e com Abe e sua filha, que é uma festa para toda a família e amigos. Robin está agora mais longe junto com a AIDS e não se espera que viva muito mais. A festa pede a Robin que cante a música de Roy Orbison "You Got It" enquanto ela interpretava aquela música em um concurso Star Search; embora fraco, ela consegue cantar com Jane apoiando seu canto.

## Elenco
- Whoopi Goldberg - Jane DeLuca
- Mary-Louise Parker - Robin Nickerson
- Drew Barrymore - Holly Pulchik
- Matthew McConaughey - Abe Lincoln
- James Remar - Alex
- Billy Wirth - Nick
- Anita Gillette - Elaine Nickerson
- Dennis Boutsikaris - Massarelli
- Estelle Parsons - Louise
- Amy Aquino - Anna